# Liste der Kulturdenkmäler in Euscheid
In der Liste der Kulturdenkmäler in Euscheid sind alle Kulturdenkmäler der rheinland-pfälzischen Ortsgemeinde Euscheid aufgeführt. Grundlage ist die Denkmalliste des Landes Rheinland-Pfalz (Stand: 27. Juni 2022).

## Einzeldenkmäler
| Bezeichnung | Lage              | Baujahr | Beschreibung                       | Bild |
| ----------- | ----------------- | ------- | ---------------------------------- | ---- |
| Wohnhaus    | Dorfstraße 9 Lage | 1774    | barockes Wohnhaus, bezeichnet 1774 | BW   |